# Xinjiayuan (sockenhuvudort i Kina, Shanxi Sheng, lat 39,75, long 112,99)
Xinjiayuan är en sockenhuvudort i Kina. Den ligger i provinsen Shanxi, i den norra delen av landet, omkring 210 kilometer norr om provinshuvudstaden Taiyuan. Antalet invånare är 45 815. Befolkningen består av 21 911 kvinnor och 23 904 män. Barn under 15 år utgör 19,0 %, vuxna 15-64 år 73 %, och äldre över 65 år 7,0 %.
Runt Xinjiayuan är det ganska tätbefolkat, med 172 invånare per kvadratkilometer. Xinjiayuan är det största samhället i trakten. Trakten runt Xinjiayuan består i huvudsak av gräsmarker.
Genomsnittlig årsnederbörd är 695 millimeter. Den regnigaste månaden är juli, med i genomsnitt 172 mm nederbörd, och den torraste är januari, med 4 mm nederbörd.